# Lilith Fair
Lilith Fair foi um concert tour e festival musical fundado pela cantora canadense Sarah McLachlan, onde figuraram proeminentemente cantoras e profissionais da música do sexo feminino. O festival Lilith Fair ocorreu de 1997 a 1999. Apesar da curta duração, a influência do projeto foi extremamente marcante e histórica. O festival regressou em 2010. O nome do festival de fato remete à antiga figura mitológica de Lilith.

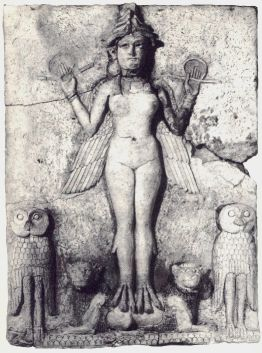
Lilith no Relevo de Burney, cerca 1950 A.E.C. (Suméria).

## Propósitos do projeto
Sarah McLachlan sentiu-se frustrada em 1996 por causa dos promoters de concertos e as estações de rádio que se recusavam a apresentar duas artistas/vozes femininas de encordoado. Quebrando uma tradição mantida insistentemente pela indústria musical norte-americana, ela organizou uma turnê bem-sucedida, juntamente com Paula Cole  (No entanto, McLachlan afirmou que apesar do conceito reivindicatório feminista, o festival era, acima de tudo, sobre a música em si). Ao menos num show em que se apresentaram juntas—na terra natal de McLachlan, no Canadá, em 14 de setembro de 1996—foi utilizado o nome "Lilith Fair", sendo que se apresentaram também naquela ocasião Lisa Loeb e Michelle McAdorey (previamente Crash Vegas).
No ano seguinte McLachlan fundou o festival Lilith Fair, tomando o nome Lilith de uma figura presente em diversas tradições folclóricas desde a Antiguidade.
O show também estipulou que um dólar de cada bilhete vendido fosse doado a uma organização não governamental local empenhada em auxiliar e socorrer mulheres em situações difíceis.[carece de fontes?]

## Artistas
| - Sarah McLachlan - Sheryl Crow - Indigo Girls - Meredith Brooks - Patty Griffin - Jewel - Shawn Colvin - Paula Cole - Lisa Loeb - Emmylou Harris - Suzanne Vega - Dar Williams - Leah Andreone - Fiona Apple - Juliana Hatfield | - Sarah McLachlan - Sheryl Crow - Indigo Girls - Meredith Brooks - Patty Griffin - Emmylou Harris - Fiona Apple - Suzanne Vega - Sixpence None the Richer - Missy Elliott - Erykah Badu - Holly McNarland - Chantal Kreviazuk - Bonnie Raitt - Holly Cole - Heather Nova - Lisa Loeb - Tracy Bonham - Trish Murphy - Cowboy Junkies - Wild Strawberries - Natalie Merchant - Liz Phair - K's Choice - Sinéad O'Connor - Idina Menzel - Antigone Rising - Dar Williams - Queen Latifah - Joan Osborne - Me'shell Ndegeocello |

### 1999
Conforme indicado no sítio oficial do festival lista de artistas, as cantoras que participaram nos shows variaram de data em data, sendo que McLachlan foi a única cantora a se apresentar em todas as ocasiões. As performances foram organizadas num formato contendo três palcos.
| - Sandra Bernhard - Shawn Colvin - Deborah Cox - Sheryl Crow - Dixie Chicks - Indigo Girls - Queen Latifah - Lisa Loeb - Luscious Jackson - Martina McBride - Sarah McLachlan - Monica - Mýa - Me'shell Ndegeocello - Liz Phair - The Pretenders - Suzanne Vega - Joanelle Romero - Battershell - Cibo Matto - Kacy Crowley - Dance Hall Crashers - Dido - Melanie Doane - Patty Griffin - Emm Gryner - Innocence Mission - Joan Jones - Jennifer Knapp - K's Choice - Sinead Lohan - Tara MacLean - Aimee Mann - Melky Sedeck - Medieval Baebes - Morley - Trish Murphy - Bif Naked - Beth Orton - Kendall Payne - Bijou Phillips - Samsara - Sixpence None the Richer - Splashdown - Susan Tedeschi - Wild Strawberries - Victoria Williams - Kelly Willis | Quase todas as artistas no Village Stage se apresentaram somente em uma ou duas ocasiões. - Christina Aguilera - Coco Love Alcorn - Badi Assad - Bertine - Toni Blackman - Diana Braithwaite - Cowlily - Kacy Crowley - E.G. Daily - Keren DeBerg - Anne E. DeChant - Jennie DeVoe - Eden AKA - Ana Egge - Essence - Amy Fairchild - Fleming and John - Nelly Furtado - Fuzzy Comets - Grace in Gravity - Greta Gaines - Kitty Gordon - Nina Gordon - Kay Hanley - Noella Hutton - Jarah Jane - Brenda Kahn - Jennifer Kimball - Nikol Kollars - Nicol Lischka - Ginger Mackenzie - The Marty Winkler Group - Melissa Mathes - Lori McKenna - The Murmurs - Leona Naess - Juliana Nash - Kari Newhouse - Leslie Nuchow - Maren Ord - Ginny Owens - Deborah Pardes - Adrienne Pierce - Melissa Reaves - Renann - Doria Roberts - Loni Rose - Rachael Sage - Tegan and Sara - Summer Sage - Lisa Sanders - Stephanie Schneiderman - Bree Sharp - She-Haw - Shelley Doty X-Tet - Alexandra Sleightholm - Soul Miner's Daughter - Sozzi - Surrender Dorothy - Kinnie Starr - Melanie Susuras - Swati - Kashi Tara - Tekla - Too Cynical to Cry - Deborah Vial - Victoria White - Wendy Woo - zoebliss |

## Datas e locais de apresentação

### 1999
| Quinta-feira, 8 de julho  | Vancouver, BC     | Thunderbird Stadium                  |
| Sexta-feira, 9 de julho   | Seattle, WA       | The Gorge                            |
| Sábado, 10 de julho       | Seattle, WA       | The Gorge                            |
| Domingo, 11 de julho      | Portland, OR      | PGE Park (Civic Stadium)             |
| Terça-feira, 13 de julho  | Mountain View, CA | Shoreline Amphitheatre               |
| Quarta-feira, 14 de julho | Mountain View, CA | Shoreline Amphitheatre               |
| Sexta-feira, 16 de julho  | San Diego, CA     | Coors Amphitheatre (San Diego)       |
| Sábado, 17 de julho       | Pasadena, CA      | Rose Bowl (estádio)                  |
| Domingo, 18 de julho      | Phoenix, AZ       | Cricket Pavilion/Desert Sky Pavilion |
| Terça-feira, 20 de julho  | Austin, TX        | South Park Meadows                   |
| Quarta-feira, 21 de julho | Dallas, TX        | Starplex Amphitheatre                |
| Sexta-feira, 23 de julho  | Atlanta, GA       | Lakewood Amphitheatre                |
| Sábado, 24 de julho       | Atlanta, GA       | Lakewood Amphitheatre                |
| Domingo, 25 de julho      | Nashville, TN     | First American Music Center          |
| Terça-feira, 27 de julho  | Charlotte, NC     | Blockbuster Pavilion                 |
| Quarta-feira, 28 de julho | Columbia, MD      | Merriweather Post Pavilion           |
| Sexta-feira, 31 de agosto | Philadelphia, PA  | Entertainment Center                 |
| Sábado, 31 de julho       | Hershey, PA       | Hersheypark Stadium                  |

| Domingo, 1 de agosto       | Canandaigua, Nova Iorque | Performing Arts Centre (Finger Lakes Community College) |
| Terça-feira, 3 de agosto   | Mansfield, MA            | Tweeter Center for the Performing Arts                  |
| Quarta-feira, 4 de agosto  | Hartford, CT             | New England Dodge Music Center/Meadows Music Theatre    |
| Sexta-feira, 6 de agosto   | New York, NY             | Nikon at Jones Beach Theater/Jones Beach Theater        |
| Sábado, 7 de agosto        | Holmdel, NJ              | PNC Bank Arts Center                                    |
| Domingo, 8 de agosto       | Holmdel, NJ              | PNC Bank Arts Center                                    |
| Terça-feira, 10 de agosto  | Columbus, OH             | Polaris Amphitheatre                                    |
| Quarta-feira, 11 de agosto | Cincinnati, OH           | Riverbend Music Center                                  |
| Sexta-feira, 13 de agosto  | Pittsburgh, PA           | Star Lake Amphitheatre                                  |
| Sábado, 14 de agosto       | Detroit, MI              | DTE Energy Music Theatre/Pine Knob                      |
| Domingo, 15 de agosto      | Detroit, MI              | Pine Knob                                               |
| Terça-feira, 17 de agosto  | Cleveland, OH            | Blossom Music Center                                    |
| Quarta-feira, 18 de agosto | Indianapolis, IN         | Deer Creek                                              |
| Quinta-feira, 19 de agosto | Chicago, IL              | First Midwest Bank Amphitheatre/World Music Theater     |
| Sábado, 21 de agosto       | Toronto, ON              | Molson Amphitheatre                                     |
| Domingo, 22 de agosto      | Toronto, ON              | Molson Amphitheatre                                     |
| Terça-feira, 24 de agosto  | Milwaukee, WI            | Marcus Amphitheater                                     |
| Quarta-feira, 25 de agosto | Minneapolis, MN          | Canterbury Park                                         |
| Quinta-feira, 26 de agosto | Bonner Springs, KS       | Sandstone Amphitheatre                                  |
| Sábado, 28 de agosto       | Denver, CO               | Fiddlers Green Amphitheatre                             |
| Domingo, 29 de agosto      | Denver, CO               | Fiddlers Green Amphitheatre                             |
| Terça-feira, 31 de agosto  | Edmonton, AB             | Commonwealth Stadium                                    |

## O regresso em 2010
As artistas de Lilith Fair variam de acordo com as datas, sendo McLachlan a única a tocar em todas as datas.  As apresentações são organizadas em três palcos.
| - Ann Atomic - Anya Marina - The Bangles - Beth Orton - Brandi Carlile - Cat Power - Chantal Kreviazuk - Colbie Caillat - Court Yard Hounds - Emmylou Harris - Erykah Badu - A Fine Frenzy - Gossip - Heart - Indigo Girls - Ingrid Michaelson - Janelle Monáe - Jenni Rivera - Lights - Mary J. Blige - Metric - Miranda Lambert - Missy Higgins - Rosie Thomas - Sara Bareilles - Sarah McLachlan - Selena Gomez (cancelado) - Serena Ryder - Sheryl Crow - Suzanne Vega | - Anjulie - Ash Koley - Donna De Lory - Erin McCarley - Jasmine Chadwick - Jennifer Knapp - Kate Miller-Heidke - Kate Nash - Kina Grannis - Marina and the Diamonds - Nikki Jean - Nneka - The Submarines - Susan Justice - Vedera - The Weepies | - Amanda Lucas & Audrey Cecil - Bella Ruse - Butterfly Boucher - Cara Salimando - Corrin Campbell - Darrelle London - Elizaveta - Jes Hudak - Jesca Hoop - Jetty Rae - Joy Ike - Jill Hennessy - Julia Othmer - Kate Tucker - Katie Todd - Kitten - Lissie - Meagan Smith - Melissa McClelland - Molly Jenson - Sara Swanson - Tara MacLean - Terra Naomi - Winterbloom (Antje Duvekot, Anne Heaton, Meg Hutchinson, Rose Polenzani, Natalia Zukerman) - Zee Avi |